# Place des Tirailleurs-Sénégalais
La place des Tirailleurs-Sénégalais est une voie située dans le 18e arrondissement de Paris, en France.

## Situation et accès
Cette place se situe à l'angle du boulevard Ney, du boulevard Ornano et de la rue Belliard, à proximité de la porte de Clignancourt. Elle est desservie par plusieurs modes de transports en commun, dont la ligne 4 du métro de Paris (à la station Porte de Clignancourt, le terminus nord de la ligne), la ligne T3b du tramway d'Île-de-France, et de nombreuses lignes de bus (lignes 56, 85, 137, 166, 255 et 341 ainsi que les lignes Noctilien N14 et N44).

## Origine du nom
La voie porte son nom en hommage aux Tirailleurs sénégalais, corps de militaires appartenant aux troupes coloniales constitué au sein de l'Empire colonial français en 1857.

## Historique
Le nom de cette place est attribué à la suite d'une délibération du conseil municipal de Paris en décembre 2021. Une cérémonie d'inauguration eut lieu le vendredi 10 mars 2023.